# Ralph Rumney
Ralph Rumney (* 5. Juni 1934 in Newcastle, England; † 6. März 2002 in Manosque, Frankreich) war ein englischer Künstler.

## Leben
Rumney war Gründer der London Psychogeographical Society (auch Comité Psychogéographique de Londres oder Londoner Psychogeographische Gesellschaft), die sich mit Psychogeographie befasste.
Mit 17 verließ er sein Elternhaus und ging nach Paris, um dem Wehrdienst zu entgehen. Dort hatte er Kontakt mit der avantgardistischen Kunstszene der Zeit.
1957 war er eines der Gründungsmitglieder der Gruppe Situationistische Internationale und stellte die Verbindung der Gruppe nach London dar. 1958 wurde er wieder ausgeschlossen. Er blieb den Mitgliedern allerdings weiterhin persönlich verbunden.
Rumney war bis zu deren Suizid im Jahr 1967 mit Pegeen Vail, der Tochter Peggy Guggenheims, verheiratet. Er heiratete danach noch die Situationistin Michèle Bernstein, die Ehe wurde später geschieden.
Später lebte er zurückgezogen in Manosque / Südfrankreich.
Bei seiner Beerdigung fanden sich ehemalige Mitglieder der S.I. noch einmal zusammen. Er ist begraben auf dem Friedhof Montparnasse.
Eines seiner Bilder ist in der Sammlung der Tate Gallery zu sehen.